# Ponte Pênsil de São Vicente
A Ponte Pênsil de São Vicente é uma ponte pênsil que liga a ilha ao continente, situada no município paulista de São Vicente. Foi uma das primeiras pontes suspensas do Brasil e transporta veículos e pedestres entre Morro dos Barbosas e Japuí. Originalmente concebida em 1910 como uma maneira de transportar o esgoto da cidade de Santos e São Vicente, a construção começou em 1911 e a ponte foi inaugurada em maio de 1914. Foi restaurada em 2015, com os cabos corroídos substituídos juntamente com outros trabalho de reparação.

## Localização
A ponte está localizada em São Vicente, na Região Metropolitana da Baixada Santista, no Estado de São Paulo, Brasil. Liga o continente a uma ilha e fica entre o Morro dos Barbosas e o Japuí, e é regularmente utilizada pelos moradores de Japuí e Prainha. Conecta São Vicente à Praia Grande, entre as avenidas Presidente Getúlio Vargas e Engenheiro Saturnino de Brito.

## História

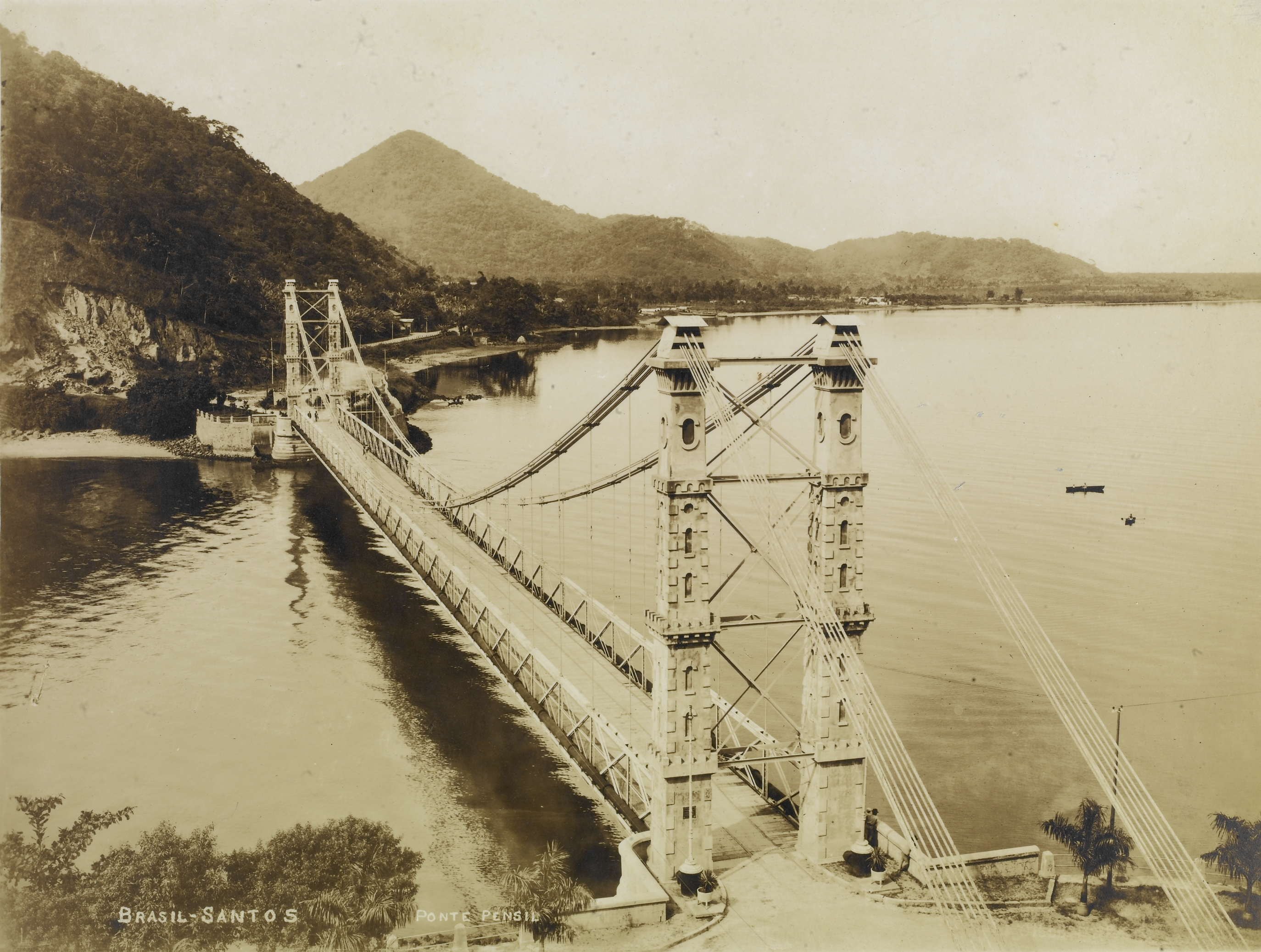
Ponte Pênsil (década de 1910).

A ponte foi proposta pela primeira vez em 1910 pela Comissão de Saneamento de Santos, liderada por Francisco Saturnino de Brito, para dar suporte a um duto de esgoto de Santos e São Vicente até o Oceano Atlântico, no Forte de Itaipu, em Praia Grande. Os planos detalhados foram posteriormente encomendados, liderados por Miguel Presgrave, com as empresas Trajano e Medeiros & Cia. O projeto para a ponte foi desenvolvido por August Kloenne.
Faz parte, portanto, do conjunto de obras de saneamento da ilha, conduzido pelo engenheiro Saturnino de Brito no início do século XX. Desse plano, também faz parte a construção dos conhecidos canais de Santos.

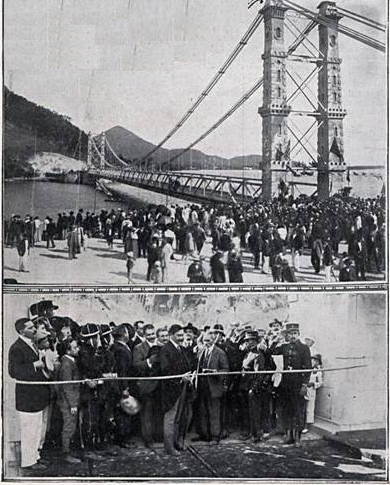
Cerimônia de inauguração em 1914

Os pontões da ponte foram instalados em 1911. O material para a ponte foi importado da Alemanha e chegou em dez navios. Foi inaugurada em 21 ou 24 de maio de 1914, com Washington Luís (então prefeito de São Paulo) sendo a primeira pessoa a atravessar a ponte em um carro. Estava acompanhado de sua comitiva.
A ponte tem 6,4 metros de largura e um vão de 180 metros entre suas torres. Sua pista fica entre 4 e 6,5 metros acima da altura do mar, dependendo da maré. É suspensa em 16 cabos de aço, com quatro blocos de ancoragem e quatro torres de metal cobertas de concreto com 20 metros de altura. Pode transportar uma carga máxima de 60 toneladas. Foi uma das primeiras pontes suspensas do Brasil, construída em uma época em que o concreto não estava disponível, tendo um piso de madeira.
A manutenção e conservação da ponte são apoiadas pelo Instituto de Pesquisas Tecnológicas desde 1936, quando foi realizado um teste de carga estática para avaliar se a ponte poderia ser usada para transportar veículos. Testes de corrosão dos cabos de aço e posterior reforço ocorreram na década de 1940.
A ponte foi registrada pelo CONDEPHAAT em 30 de abril de 1982.

## Restauro
Na década de 1990, o piso de madeira foi substituído e as condições dos cabos de aço foram verificadas, a fim de permitir o deslocamento de veículos sobre a ponte. Na época, os cabos de aço originais estavam começando a corroer.
Para comemorar o aniversário de 100 anos, a ponte começou a ser restaurada em 2013 e foi reinaugurada no dia 30 de outubro de 2015. A empresa responsável pela obra foi a Concrejato/Concremat, e o prazo de conclusão da restauração foi alterado diversas vezes. Dezesseis dos cabos foram substituídos, com cabos provisórios mantidos por torres temporárias próximas às principais, até que os novos cabos, importados da Itália, pudessem ser instalados. As torres também foram reparadas, o piso de madeira foi substituído e a estrutura foi jateada e repintada com tinta resistente à corrosão. Os pavimentos foram separados da estrada e tornados mais acessíveis durante a restauração.
A restauração foi a quinta restauração de uma ponte suspensa de cabos no mundo, e foi a primeira vez que esta ponte foi restaurada. Enquanto cabos de aço em pontes suspensas foram substituídos na China, África e Escócia, esta foi a primeira substituição desse tipo no Brasil.
Originalmente, se previa reabrir a ponte em seu centenário em 2014. No entanto, sua reabertura foi atrasada seis vezes devido à complexidade do trabalho de reparo. O primeiro atraso foi devido a rachaduras que apareceram nos blocos que suportam os cabos. A ponte foi finalmente foi reaberta em 30 de outubro de 2015, com uma cerimônia de abertura com a presença de Geraldo Alckmin, então governador de São Paulo. A restauração acabou levando 27 meses e custou R$ 33 milhões. A iluminação, que deveria ser substituída em parceria com a Prefeitura, não havia substituída na época da abertura, com a iluminação existente sendo mantida. A nova iluminação foi instalada em novembro de 2016. Uma base policial também estava planejada para ser instalada pela Concrejato no lado da ponte em Japuí, para abrigar a Polícia Militar, a Guarda Civil Municipal e a Polícia de Transporte, mas não estava pronta no momento da reabertura.
A ponte é usada por 12 mil moradores da região, que tiveram que usar a Ponte do Mar Pequeno enquanto ela estava sendo restaurada. É um marco de São Vicente. É frequentemente utilizada por jovens locais para saltar no mar, alguns dos quais desapareceram depois de saltar da ponte. Em resposta a isso, o governo do Estado de São Paulo decidiu proibir o salto da ponte e colocou sinais de alerta para alertar os pedestres.

## Galeria

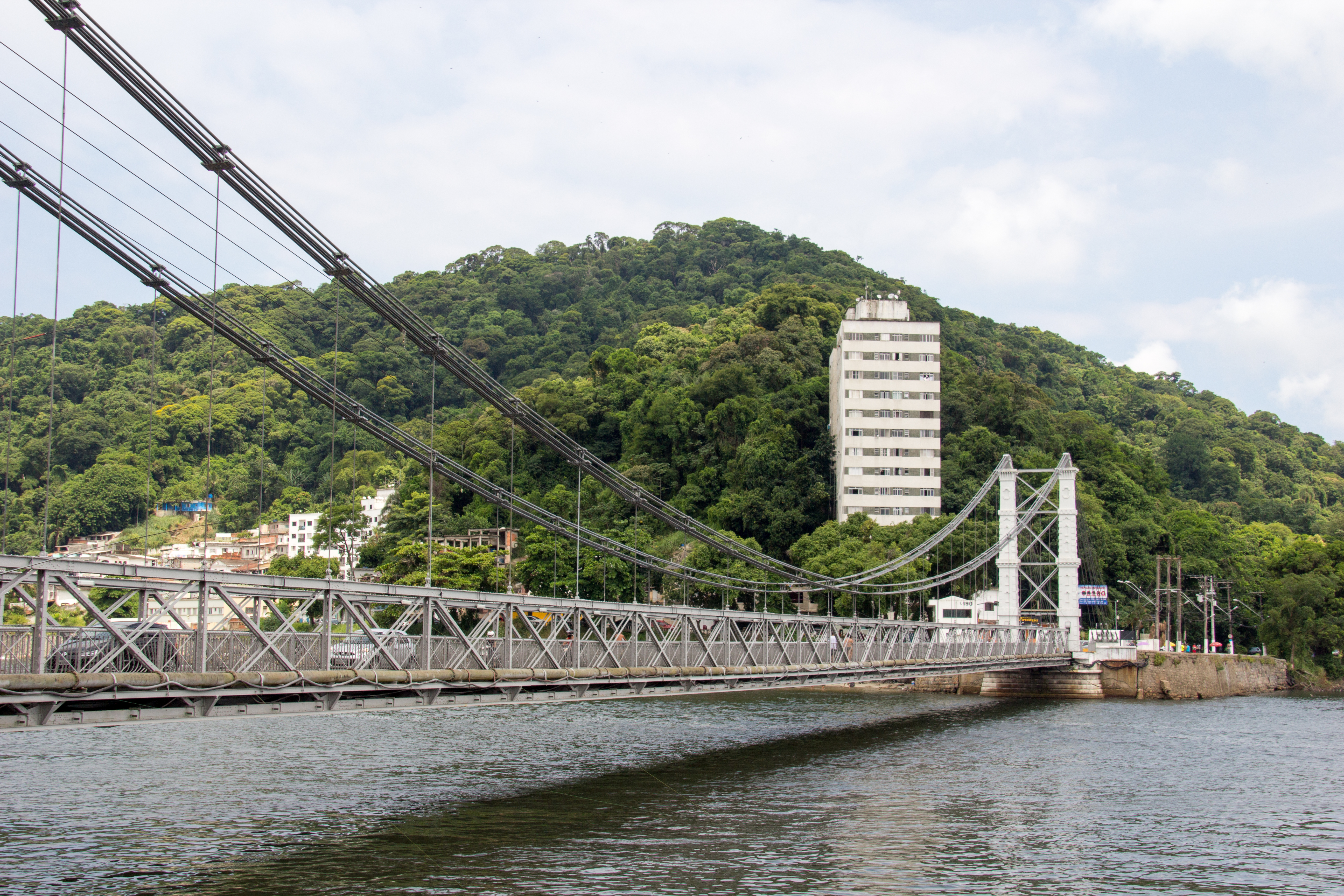
A ponte em 2017
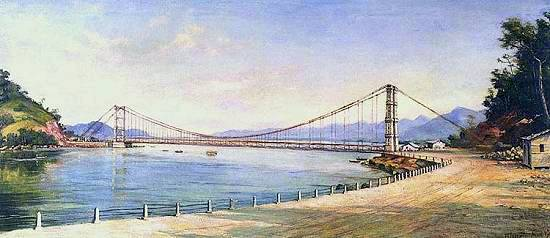
A ponte em 1914
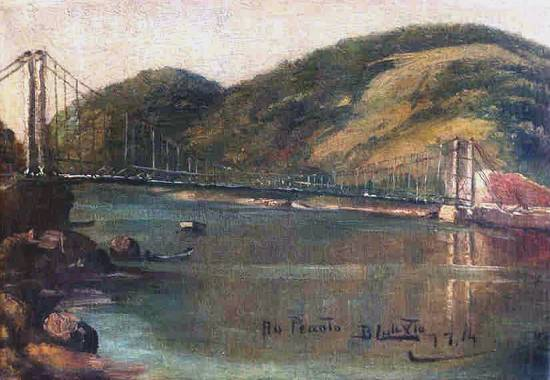
A ponte em 2014
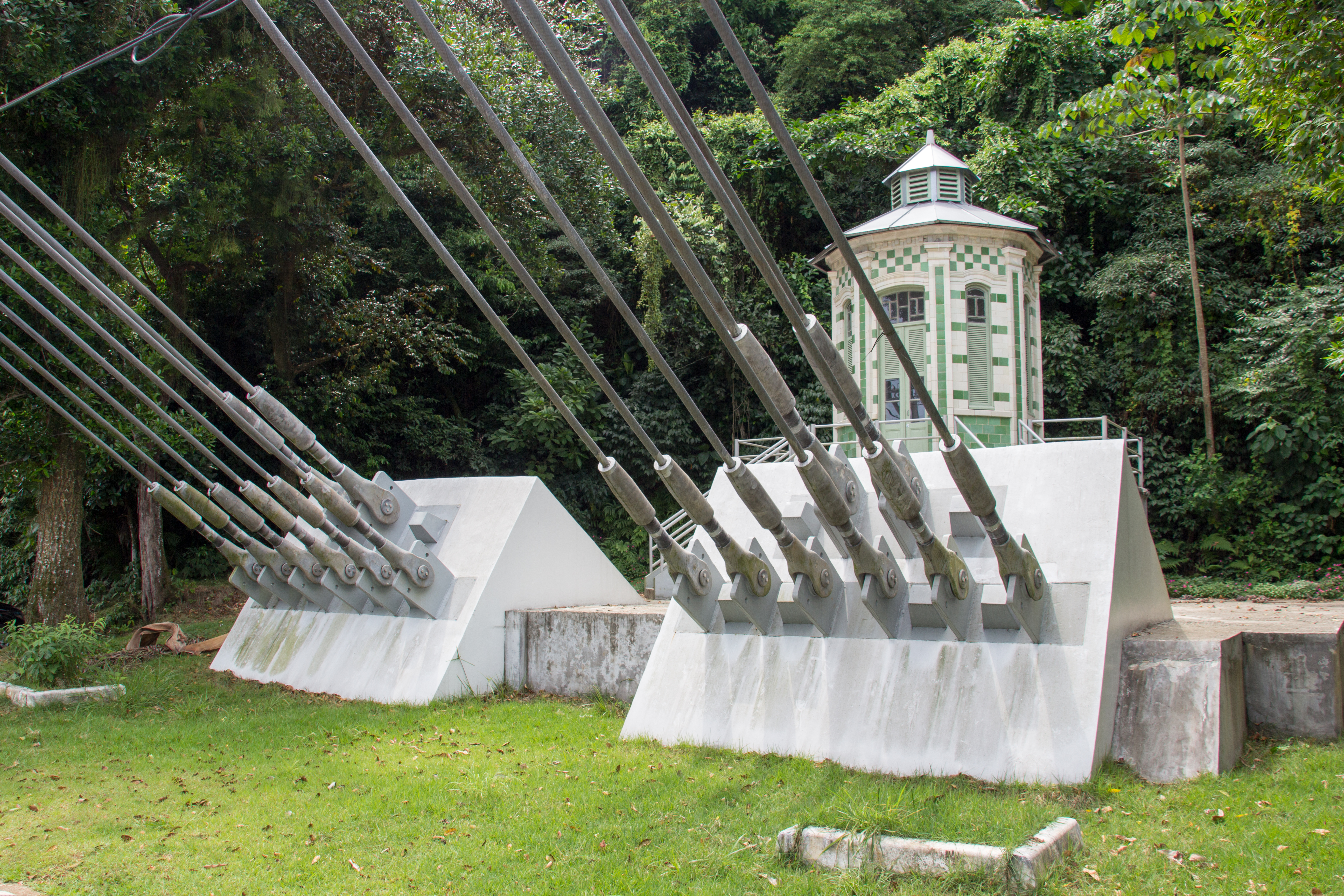
Os cabos ancorados na costa norte
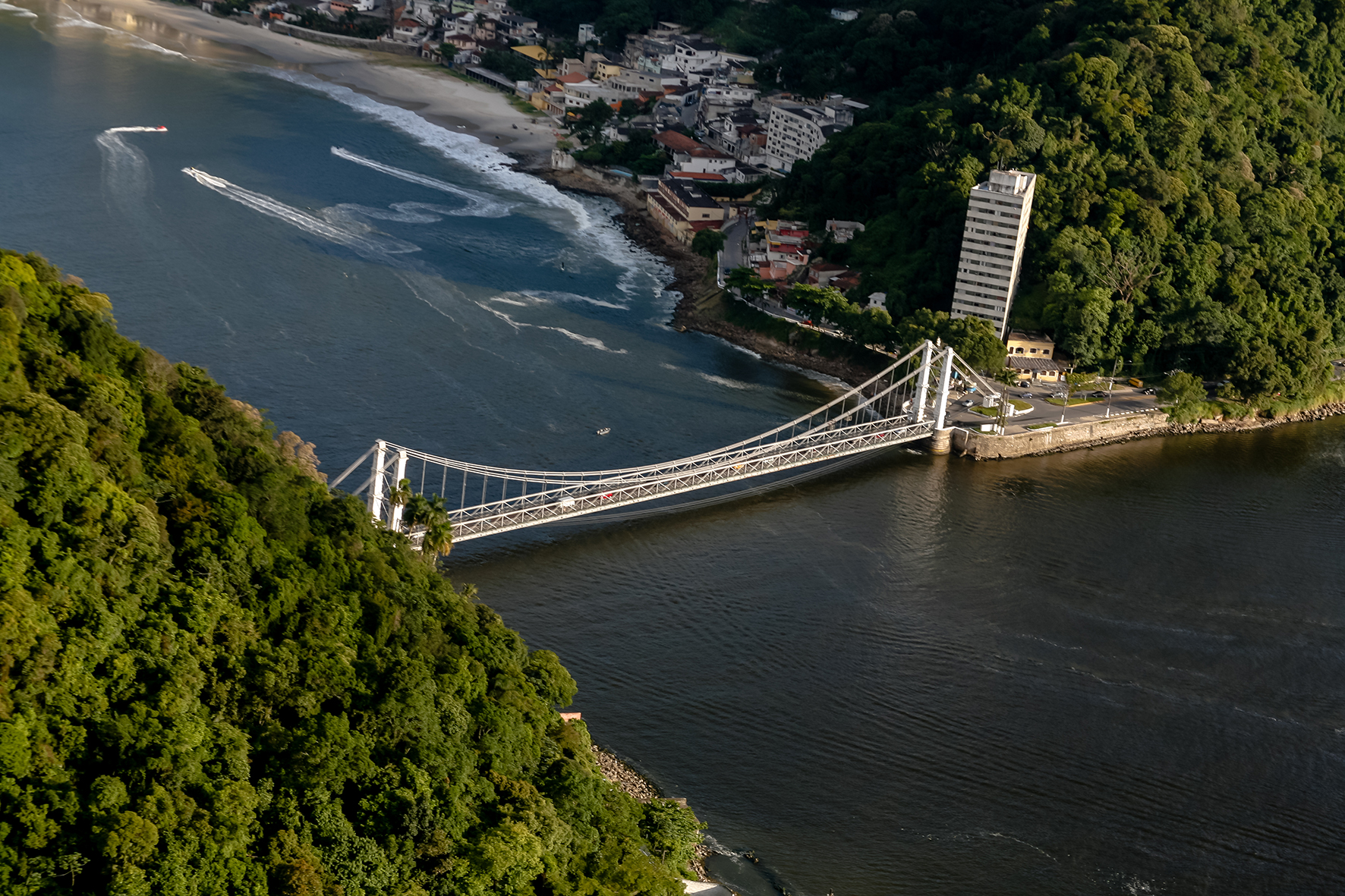
A ponte vista de cima
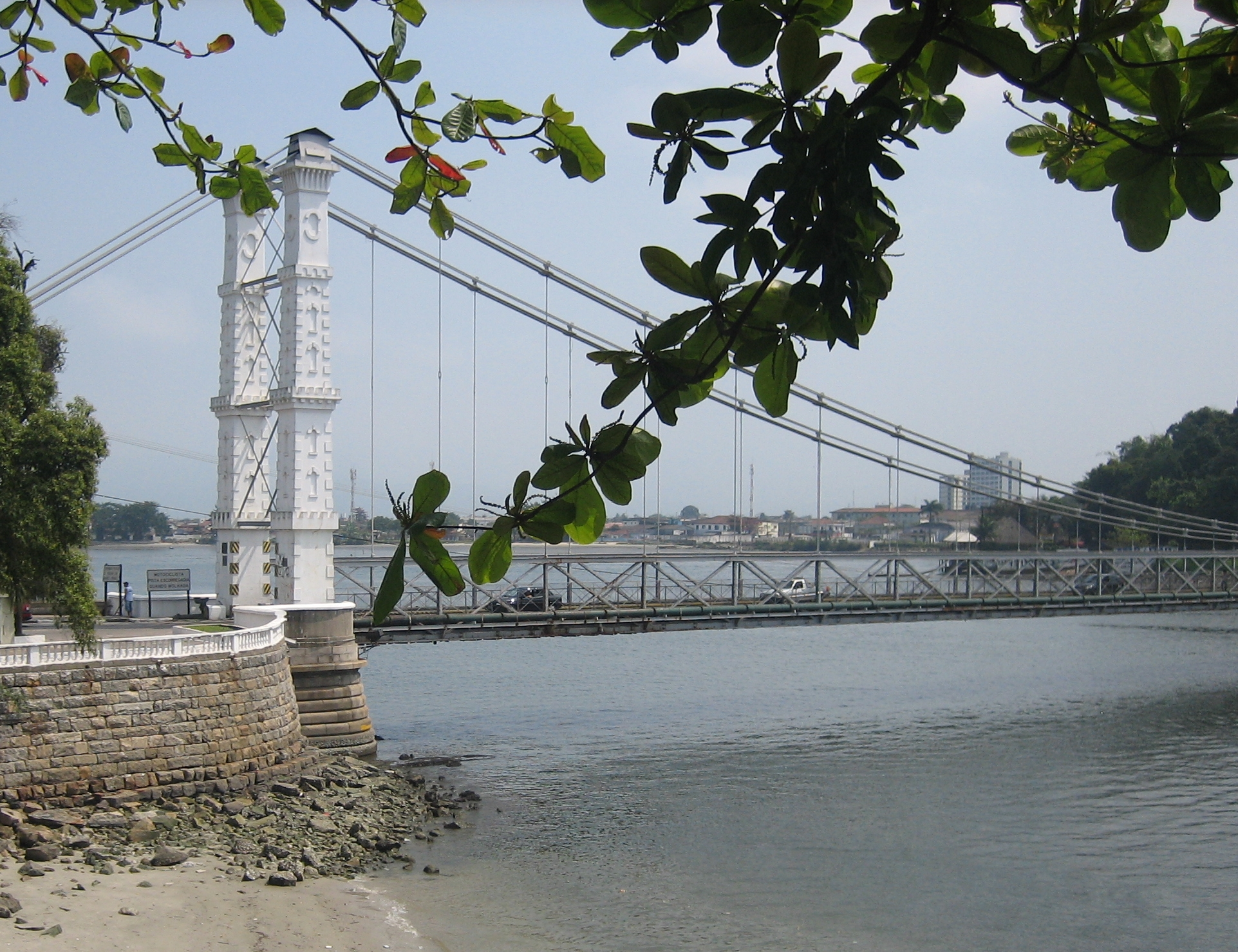
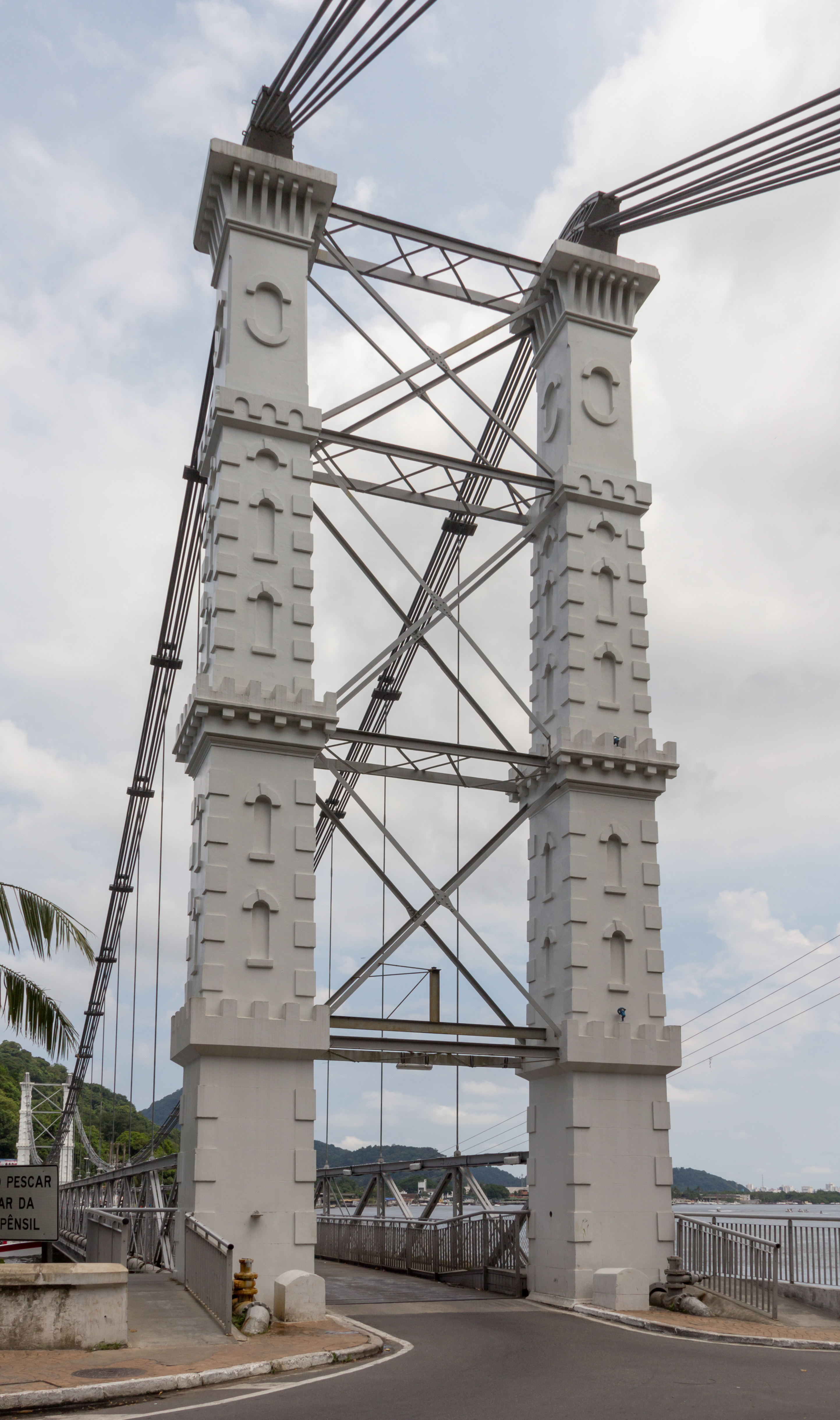
Detalhes das torres de sustentação
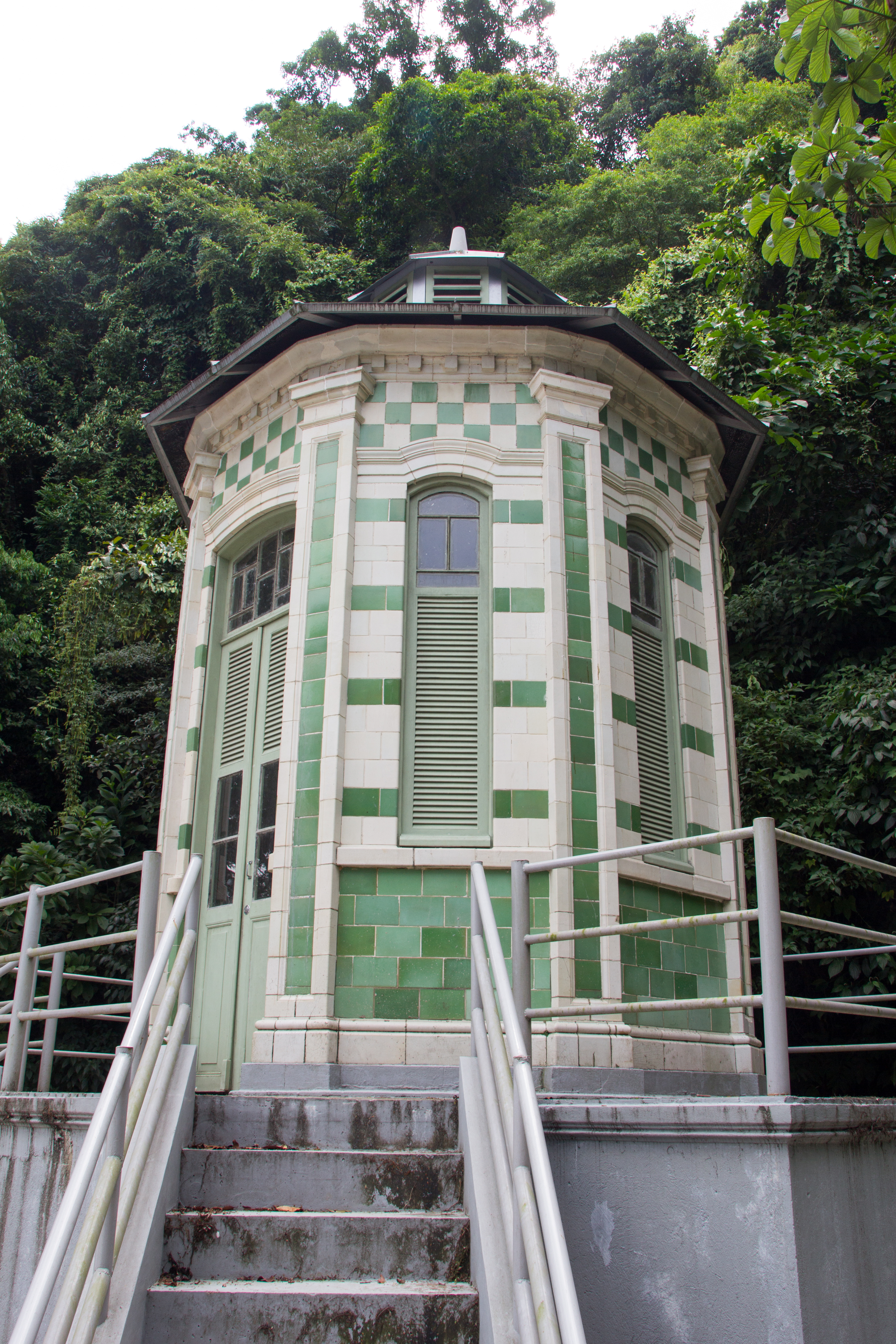
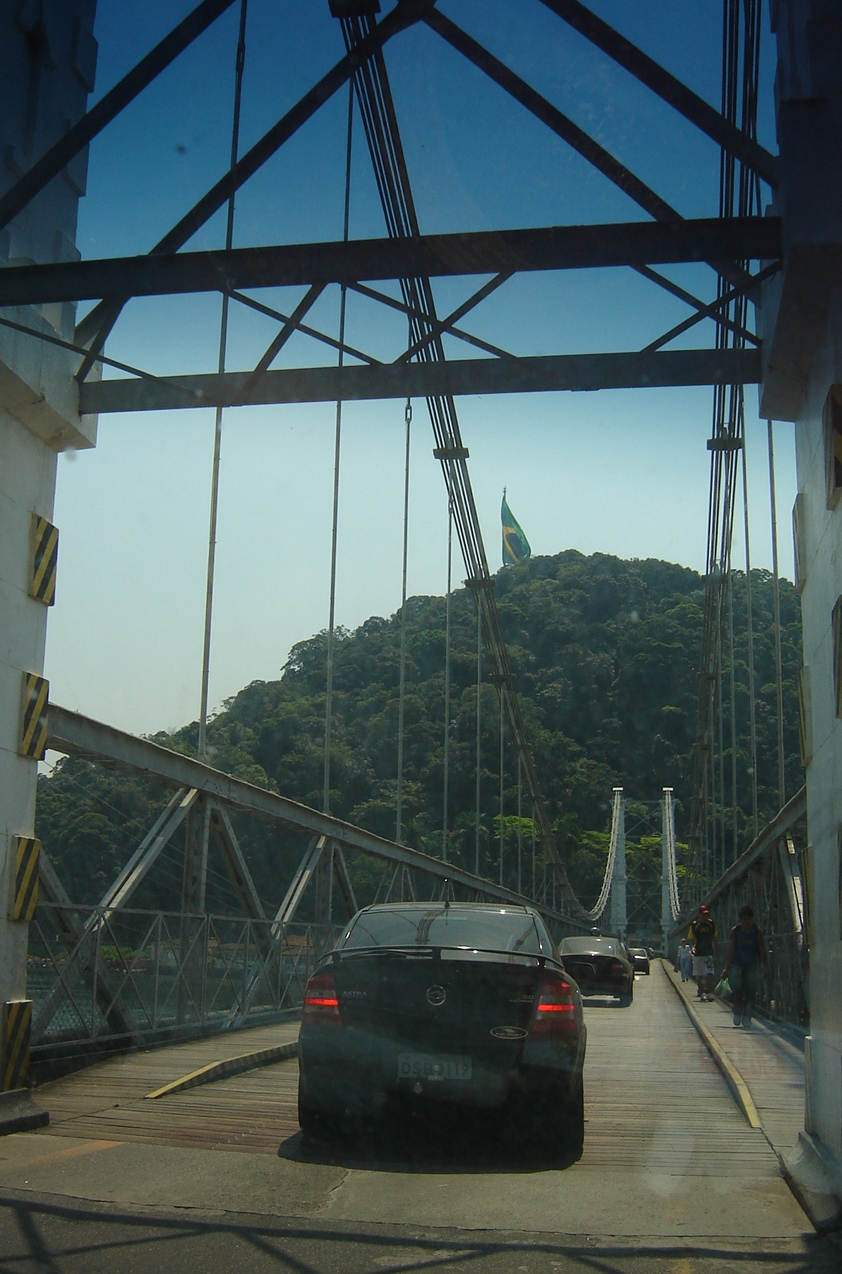
Piso de madeira da ponte